# Raíz unitaria
Una raíz unitaria es una característica de los procesos que evolucionan a través del tiempo y que puede causar problemas en inferencia estadística en modelos de series de tiempo.
Un proceso estocástico lineal tiene una raíz unitaria si el valor de la raíz de la ecuación característica del proceso es igual a 1, por lo tanto tal proceso es no estacionario. Si las demás raíces de la ecuación característica se encuentran dentro del círculo unitario - es decir, tienen un valor absoluto menor a uno - entonces la primera diferencia del proceso es estacionaria.

## Definición
Considere un proceso estocástico en tiempo discreto {\displaystyle \{y_{t},t=1,\ldots ,\infty \}}, y supongamos que se puede escribir como un proceso autorregresivo de orden p:
{\displaystyle y_{t}=a_{1}y_{t-1}+a_{2}y_{t-2}+\cdots +a_{p}y_{t-p}+\varepsilon _{t}.}
Aquí, {\displaystyle \{\varepsilon _{t},t=0,\infty \}} es una serie no-correlacionada, lo que significa un proceso estocástico con media cero y varianza constante {\displaystyle \sigma ^{2}}. Por conveniencia se asume que {\displaystyle y_{0}=0}. Si {\displaystyle m=1} es una raíz de la ecuación característica:
{\displaystyle m^{p}-m^{p-1}a_{1}-m^{p-2}a_{2}-\cdots -a_{p}=0}
entonces el proceso estocástico tiene una raíz unitaria o, en su defecto, integrada de orden uno, lo que se denota como {\displaystyle I(1)}. Si m = 1 es una raíz de multiplicidad r, entonces el proceso estocástico es integrado de orden r, denotado por I(r).

## Ejemplo
El modelo autorregresivo de orden uno es,{\displaystyle y_{t}=a_{1}y_{t-1}+\varepsilon _{t}}, Tiene una raíz unitaria cuando {\displaystyle a_{1}=1}. En este ejemplo, la ecuación característica es {\displaystyle m-a_{1}=0}. La raíz de la ecuación es {\displaystyle m=1}.
Si el proceso tiene una raíz unitaria, entonces es una serie de tiempo no estacionaria. Es decir, los momentos del proceso estocástico de t. Para ilustrar el efecto de una raíz unitaria, podemos considerar el primer caso orden, comenzando a partir de y0 = 0:
{\displaystyle y_{t}=y_{t-1}+\varepsilon _{t}.}
Por sustitución repetida, podemos escribir {\displaystyle y_{t}=y_{0}+\sum _{j=1}^{t}\varepsilon _{j}}. A continuación, la varianza de {\displaystyle y_{t}} viene dada por:
{\displaystyle \operatorname {Var} (y_{t})=\sum _{j=1}^{t}\sigma ^{2}=t\sigma ^{2}.}
La varianza depende de t desde {\displaystyle \operatorname {Var} (y_{1})=\sigma ^{2}}, mientras {\displaystyle \operatorname {Var} (y_{2})=2\sigma ^{2}}. Tenga en cuenta que la varianza de la serie es divergente al infinito con t.

## Modelos relacionados
Además de los modelo autorregresivo y modelos autorregresivos de media móvil, otros modelos importantes surgen en el análisis de regresión, donde los errores del modelo pueden ellos mismos tener una serie de tiempo la estructura y por lo tanto pueden necesitar ser modelado por un proceso AR o ARMA que puede tener una raíz unitaria, como se discutió anteriormente. Las muestras finitas propiedades de los modelos de regresión con errores ARMA primera orden, incluidas las raíces de la unidad, se han analizado.

## Propiedades y características de los procesos de raíz unitaria
- Shocks a un proceso de raíz unitaria tienen efectos permanentes que no decaen como lo harían si el proceso fuese estacionaria
- Como se señaló anteriormente, un proceso de raíz unitaria tiene una variación que depende de t, y diverge hacia el infinito
- Si se sabe que una serie tiene una raíz unitaria, la serie puede ser diferenciada para que sea estacionaria. Por ejemplo, si una serie {\displaystyle Y_{t}} es {\displaystyle I(1)}, la serie {\displaystyle \Delta Y_{t}=Y_{t}-Y_{t-1}} es {\displaystyle I(0)} (estacionaria). Por lo tanto se llama una serie estacionaria diferenciada.

## Estimación cuando una raíz unitaria puede estar presente
A menudo, los mínimos cuadrados ordinarios (MCO) se utilizan para calcular los coeficientes de la pendiente del modelo autorregresivo.  El uso de los MCO se basa en la idea de que el proceso estocástico es estacionario. Cuando el proceso estocástico es no estacionario, el uso de MCO puede producir estimaciones inválidas. Granger y Newbold denominan a estos resultados estimaciones de regresión espuria: altos valores de R2 y altos cocientes del estadístico t dan resultados sin sentido económico.
Para la estimación de los coeficientes de la pendiente, se debe primero realizar una prueba de raíz unitaria, cuya hipótesis nula es que una raíz unitaria está presente. Si se rechaza esta hipótesis, se puede utilizar MCO. Sin embargo, si la presencia de una raíz unitaria no se rechaza, entonces se debe aplicar el operador de diferencia a la serie. Si otra prueba de raíz unitaria muestra la serie temporal diferenciado sea estacionaria, MCO se pueden aplicar a esta serie para estimar los coeficientes de la pendiente.
Por ejemplo, en el caso de AR(1), {\displaystyle \Delta y_{t}=y_{t}-y_{t-1}=\varepsilon _{t}} es estacionaria.
En el (2) Caso AR, {\displaystyle y_{t}=a_{1}y_{t-1}+a_{2}y_{t-2}+\varepsilon _{t}} puede escribirse como {\displaystyle (1-\lambda _{1}L)(1-\lambda _{2}L)y_{t}=\varepsilon _{t}} donde L es un operador de retardos que disminuye el índice de tiempo de una variable por un período de: {\displaystyle Ly_{t}=y_{t-1}}. Si {\displaystyle \lambda _{2}=1}, El modelo tiene una raíz unitaria y podemos definir {\displaystyle z_{t}=\Delta y_{t}}; Luego
{\displaystyle z_{t}=\lambda _{1}z_{t-1}+\varepsilon _{t}}
es estacionaria si {\displaystyle |\lambda _{1}|<1}. MCO se pueden utilizar para estimar el coeficiente de la pendiente, {\displaystyle \lambda _{1}}.
Si el proceso tiene múltiples raíces unitarias, el operador de diferencia se puede aplicar varias veces.

## Hipótesis de raíz unitaria

El diagrama anterior representa un ejemplo de una potencial raíz unitaria. La línea roja representa una caída observada en la producción, la verde muestra el camino de la recuperación si la serie tiene una raíz unitaria. Azul muestra la recuperación si no hay raíz unitaria y la serie es estacionaria tendencia. La línea azul vuelve a cumplir y seguir la línea de tendencia de puntos, mientras que la línea verde se mantiene permanentemente por debajo de la tendencia. La hipótesis de raíz unitaria también sostiene que un aumento en la producción dará lugar a niveles de producción superiores a la tendencia del pasado.

Los economistas debaten si algunas variables económicas, especialmente la producción, tienen una raíz unitaria o son de tendencia estacionaria. Un proceso de raíz unitaria con tendencia de primer orden viene dada por
{\displaystyle y_{t}=y_{t-1}+c+e_{t}}
donde c es un término constante, que se refiere como el término "tendencia", y {\displaystyle e_{t}} es ruido blanco. Cualquier valor diferente de cero en el término del ruido blanco, que se produzca, aunque sea solo por un período, afectará de forma permanente el valor de {\displaystyle y_{t}} como se muestra en el gráfico, por lo que las tendencias de la línea {\displaystyle y_{t}=a+ct} son no estacionarias, no hay reversión a cualquier línea de tendencia. En contraste, un proceso de tendencia estacionaria está dada por
{\displaystyle y_{t}=k\cdot t+u_{t}}
donde k es la pendiente de la tendencia y {\displaystyle u_{t}} es el ruido (ruido blanco en el caso más simple, más en general, el ruido sigue su propio proceso autorregresivo estacionario). Aquí cualquier ruido transitorio no alterará la tendencia de largo plazo para {\displaystyle y_{t}} para estar en la línea de tendencia, como también se muestra en el gráfico. Este proceso se dice que es de tendencia estacionaria debido a que las desviaciones de la línea de tendencia son estacionarias.
La cuestión es particularmente popular en la literatura sobre los ciclos económicos. La investigación sobre el tema comenzó con Nelson y Plosser cuyo papel en el PIB y otros agregados de salida no pudieron rechazar la hipótesis de raíz unitaria para estas series.  Desde a continuación, un debate entrelazado con las disputas técnicas sobre métodos estadísticos-se ha desatado. Algunos economistas sostienen que el PIB tiene una raíz unitaria o cambio estructural, lo que implica que las crisis económicas resultan en niveles de PIB permanentemente más bajos en el largo plazo. Otros economistas sostienen que el PIB es de tendencia estacionaria: Es decir, cuando el PIB cae por debajo de la tendencia durante una recesión, más tarde vuelve al nivel que implica la tendencia de manera que no hay una disminución permanente de la producción. Si bien la literatura sobre la hipótesis de raíz unitaria puede consistir en los debates de iniciados en métodos estadísticos, la hipótesis tiene implicaciones prácticas importantes para las predicciones y las políticas económicas.